# Polska Jest Najważniejsza
Polska Jest Najważniejsza (Polen ist am wichtigsten, PJN) war eine gemäßigt-konservative politische Partei in Polen. Sie spaltete sich von Recht und Gerechtigkeit (PiS) ab und löste sich später mit der Gründung der Partei Polska Razem wieder auf. 

## Geschichte
Sie wurde am 16. November 2010 als Abspaltung von der national-konservativen PiS gegründet, anfangs als Vereinigung, später als Partei. Sie war mit ca. 15 Abgeordneten im Sejm und im Senat vertreten und bildete eine eigene Fraktion.
Der Abspaltung waren innerparteiliche Konflikte in der PiS nach der Präsidentschaftswahl 2010 vorausgegangen, in denen eine Gruppe um die PiS-Abgeordnete Joanna Kluzik-Rostkowska öffentlich dem Vorsitzenden Jarosław Kaczyński einen zu harten Rechtsruck vorwarf. 
Nachdem daraufhin sie und ihre Kollegin Elżbieta Jakubiak aus der Partei ausgeschlossen wurden, gründeten sie zusammen mit dem Sejm-Abgeordneten Paweł Poncyljusz sowie den EU-Abgeordneten Adam Bielan, Michał Kamiński, Paweł Kowal und Marek Migalski die neue Partei PJN. Der Parteiname Polen ist am wichtigsten geht auf den offiziellen Wahlkampfslogan Kaczyńskis bei der Präsidentschaftswahl 2010 zurück. Vorläufige Parteivorsitzende wurde Joanna Kluzik-Rostkowska.
Im Januar 2011 trat mit dem Senator Jacek Swakoń erstmals auch ein Politiker der Partei bei, der nicht der PiS, sondern der liberal-konservativen Bürgerplattform (PO) angehörte.
Im Europäischen Parlament verblieben die PJN-Mitglieder zunächst in der Fraktion der Europäischen Konservativen und Reformisten (ECR), der auch die PiS angehörte und in der Michał Kamiński Fraktionsvorsitzender war. Er kündigte allerdings später seinen Rücktritt von diesem Posten an, um die innerpolnische Auseinandersetzung ("polnisch-polnischer Krieg" [sic]) nicht in das Europäische Parlament zu übertragen.
Am 4. Juni 2011 fand der erste Kongress der Partei statt. Vorsitzende Kluzik-Rostkowska trat nicht zur Wahl an, da sie wenig später zur PO überlief. Neuer Parteichef wurde bis zur Auflösung Paweł Kowal. 
Bei den Parlamentswahlen am 9. Oktober 2011 scheiterte die PJN mit 2,19 % an der Fünf-Prozent-Hürde und konnte weder im Sejm noch im Senat einen Sitz gewinnen.
Nach seinem Austritt aus der Bürgerplattform im Herbst 2013 gründete Ex-Justizminister Jarosław Gowin zusammen mit Mitgliedern der PJN die neue rechte Partei Polska Razem.
Am 7. Dezember 2013 wurde die PJN zu Gunsten dieser neugegründeten Partei aufgelöst.